# Kiya
Kiya fue una esposa secundaria del faraón Ajenatón, de la dinastía XVIII (hacia 1330 a. C.). Su existencia fue una sorpresa para los expertos en la época de Akenatón, pues parecía salir a la luz una «rival» para la célebre y hermosa reina Nefertiti. Se saben muy pocas cosas acerca de Kiya, y sólo pueden hacerse conjeturas.

## Procedencia de Kiya
La figura de Kiya se entremezcla con la de Nefertiti desde que hace su aparición en los documentos de la época de Amarna. Dado que los orígenes de ambas mujeres siguen siendo un misterio, se suele seguir una de las dos vías siguientes:
- Una de ellas podría haber sido la princesa mitannia Taduhepa, llegada a la corte a principios del reinado de Akenatón para unir aún más la alianza entre los dos imperios. Como era costumbre, cambiaría su nombre por uno egipcio, y por ello sus huellas se pierden nada más llegar.

- O bien cualquiera de las dos podría haber sido hija de Ay, hermano de la reina madre Tiy, que ocupaba el título de «Padre del dios». Este extraño título lo portó antes Yuya, el padre de la reina Tiy, y bien podría significar "suegro del faraón".

Si bien antes se solía pensar en que Nefertiti era la princesa Taduhepa, la aparición de Kiya desvió las hipótesis y actualmente se suele pensar más en Nefertiti como la hija de Ay, y en la propia Kiya como la mitania reconvertida en esposa del rey con un nombre cariñoso egipcio. Aun así, no hay ningún dato que afirme tal teoría, y las figuras de Nefertiti, Kiya y Taduhepa se confundieron durante mucho tiempo, para frustración de egiptólogos y aficionados.

## ¿Quién fue?

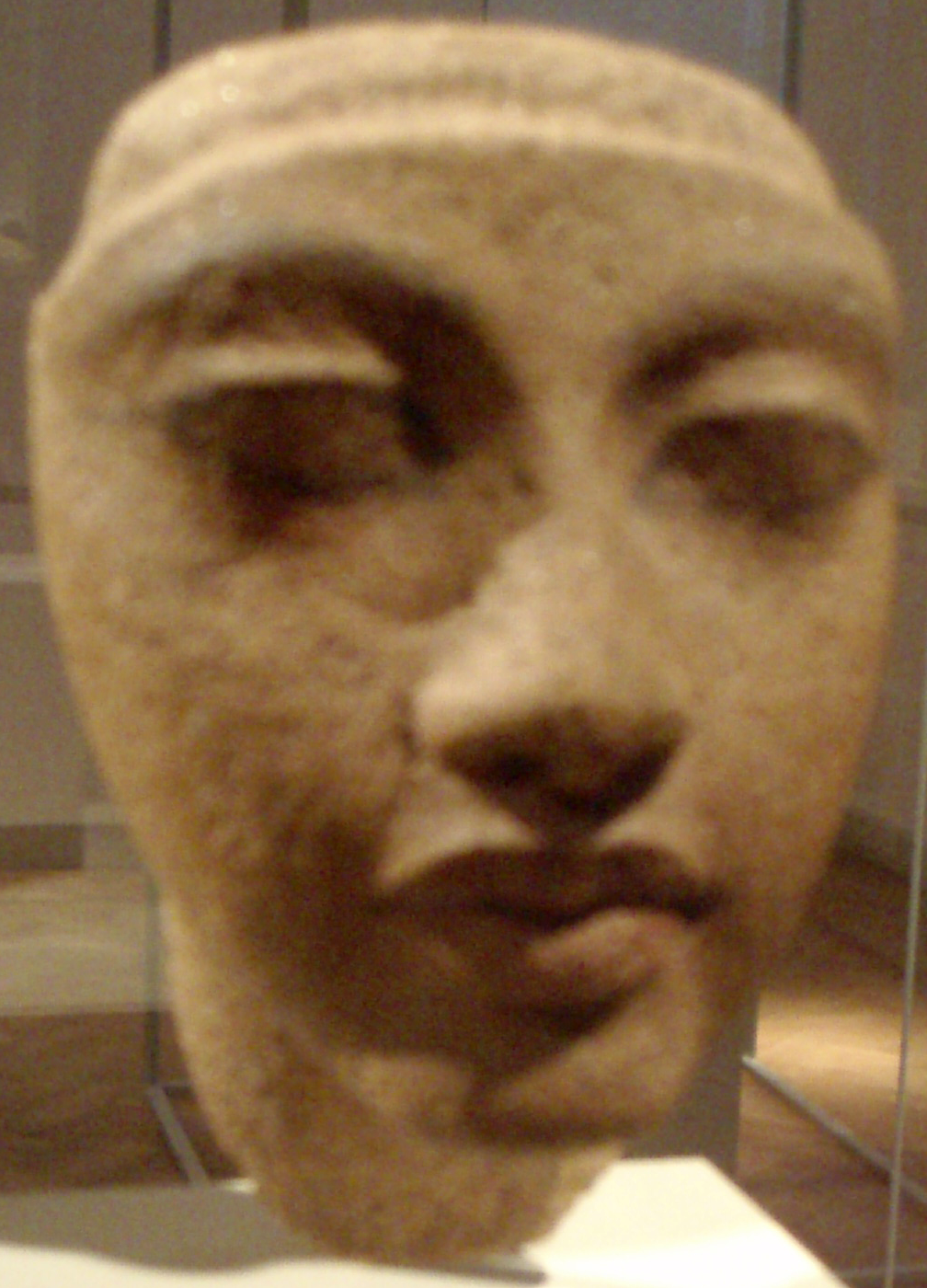
Escultura en piedra caliza de Kiya realizada por Thutmose-escultor real

En un primer momento, se pensó que la única mujer importante en la vida de Akenatón fue la Gran Esposa Real Nefertiti, su única compañera en su experiencia religiosa y la madre de sus seis hijas. Pero esto parece ser incierto, como así demuestra la existencia de Kiya y los títulos que portó.
Como aparecida por arte de magia, nos encontramos por primera vez a Kiya ya viviendo la nueva capital fundada por Akenatón y Nefertiti, Ajetatón (la actual Tell el-Amarna). Su papel parece determinante en la corte, y su papel de segunda esposa le hace merecedora de los títulos de Favorita del Rey o Esposa Muy Amada (Hemet mereryt aat) de Ajenatón. También ocupaba un cargo oficial como sacerdotisa en el templo de Atón, Maruatón.
No obstante, pese a lo sorprendente de estos títulos, que parecen demostrar una relación afectiva con Akenatón, hay que remarcar que Kiya nunca portó el cargo de gran esposa real que sí ocupó Nefertiti, su gran rival (si es que en realidad lo fueron). La bella reina contaba con derechos jamás vistos antes en una gran esposa real: era representada con el mismo tamaño que su marido, conducía su propio carro, compartía audiencias, y, juntos, la pareja real formaba el núcleo de la nueva religión  atoniana. Kiya tuvo que contentarse con un segundo puesto. Se sabía que Nefertiti había hasta entonces engendrado 6 hijas y ningún varón. Es objeto de estudio si Kiya vino a suplir como candidata a engendrar varones.

## ¿Cómo era?

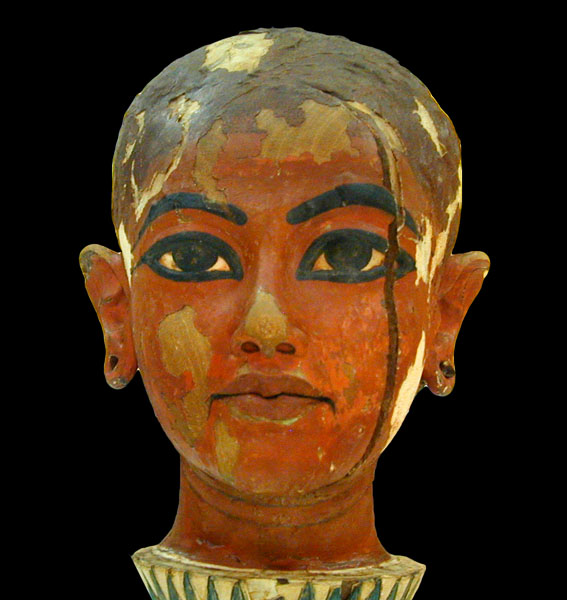
Tutankamon, escultura en madera policroma, probable hijo de Kiya-el parecido es notable

Nos han llegado muy pocos restos documentales en los que aparece Kiya. Sin embargo, así como Akenatón suele aparecer tocado con la corona azul y Nefertiti con la famosa cofia que la caracteriza, también Kiya tiene una señal identificativa clara que nos ha permitido descubrirla en algunas representaciones.
Esta mujer, de notable belleza, suele ir tocada siempre con una peluca de corte escalonado y dos grandes pendientes con forma circular. Las huellas más hermosas que ha dejado Kiya son sus vasos canopos, hallados en una tumba del Valle de los Reyes (la KV55), que serían finalmente utilizados por la momia de varón hallado allí, quizás el propio Akenatón. En estos vasos se comprueba un sorprendente parecido entre la favorita del rey y el niño Tutankatón o Tutankamón.

## Descendientes
Es bien conocido que Nefertiti solo tuvo hijas, y que el sucesor de Akenatón, el rey-niño Tutankamón debió de ser o el hijo o si acaso el hermano del faraón, hoy se sabe que era hijo. Al confirmarse la existencia de Kiya, parecía abierta la posibilidad de que Tutankamón fuese el niño nacido de ella y de Akenatón, tendencia que fue ganando muchos adeptos y que hasta recientemente parecía ser la más sólida. Esto vendría reforzado por el notable parecido físico de madre e hijo, y las semejanzas genéticas halladas en las momias de Tutankamón y del cuerpo de la Tumba 55.
También se ha planteado que Kiya tuviera más descendencia, pero no hay datos que demuestren tal teoría. Por más que se sugiera, no existe una mención explícita a una princesita de nombre Kiya-Tasherit ni es seguro que la "Favorita del rey" muriese a causa del parto, como se ha pensado al ver algunas imágenes en la tumba de la familia real. 
Se cree que la fallecida no es Kiya, sino la segunda hija del rey, Meketatón.
Que fuera Kiya y no Nefertiti quien trajera a luz a un varón tuvo que ser la principal causa del encumbramiento de Kiya a la sombra de la pareja real, y quizás diera motivos más que suficientes a la gran esposa real de guardar cierta envidia a la que podría considerar su rival. Tal vez una rivalidad entre las dos mujeres de Akenatón fuera la causa de la desaparición súbita e imprevista de ambas durante el crítico año 14 del reinado, sin dejar huella alguna.
En 2010 se hicieron unos exámenes de ADN, donde verifica que la verdadera madre de Tutankamon es hija de Tiy 
y Amenhotep III, por lo cual es hermana de Akenaton, eso quiere decir que fue un incesto real y que Kiya no dotó a Akenaton del heredero al trono, el futuro rey Tutankamon.

## ¿Qué fue de ella?
Como se ha mencionado antes, la pista de Nefertiti y de Kiya se desvanece tras el año 14 de Akenatón sobre el trono. Es realmente frustrante ver cómo a partir de esta fecha la nutrida familia real acaba en tres años reducida a Akenatón, la tercera de sus hijas y Tutankatón. Todos los demás, van desapareciendo sin un motivo. Kiya desaparece abruptamente del escenario y se sabe de ella por las esteras y escasas representaciones artísticas halladas.
De todos los personajes el que más interés despertó siempre fue Nefertiti. ¿Murió en el año 14, dejando a un Ajenatón desolado que no volvió a ser el mismo? ¿O acaso se descubrió una conspiración de la gran esposa real, cuyas creencias comenzaban a divergir de las de su marido? Esta hipótesis cobró fuerza en su momento, al descubrirse que la primogénita de Ajenatón, Meritatón se convirtió en gran esposa real y suplantó en todos los textos a la anterior reina. Nefertiti se habría "divorciado" del rey, o habría sido recluida en el palacio norte de la ciudad, donde acabaría sus días olvidada por todos.
Hoy en día, aunque el asunto sigue siendo espinoso (quizás el más complicado de todo lo que rodea la confusa época de Ajenatón), hay una corriente de pensamiento que mantiene que Nefertiti no cayó en desgracia, sino todo lo contrario: fue ascendida al rango de corregente de su marido, y tomó el nombre de Semenejkara. Debido a esto, sería Meritatón convertida en la gran esposa real de Semenejkara, un matrimonio por supuesto simbólico que tenía como objetivo mantener la dualidad existente en todos los aspectos de la civilización faraónica.
Mas, ¿por qué no fue Kiya convertida en gran esposa real, si Nefertiti era convertida en corregente? La razón podría ser que, si no murió por entonces, quizás fue Kiya la mujer que cayó en desgracia y cuyos restos fueron usurpados por Meritatón. Mentes novelescas han pensado en un complot urdido por la celosa reina Nefertiti, que consiguió acabar con su rival, y además, convertirse en reina-faraón. Como es lógico, nada de esto es histórico, y la inmensidad de lagunas en este periodo dejan abierta cualquier posibilidad.
Otra hipótesis la aventura Marc Gabolde, que argumentando que Kiya era la misma persona que Taduhepa, la hija del rey de Mitani, sugiere que ella "pagó el precio" del deterioro de la alianza entre Egipto y Mitani, y fue devuelta a su país.

## La tumba

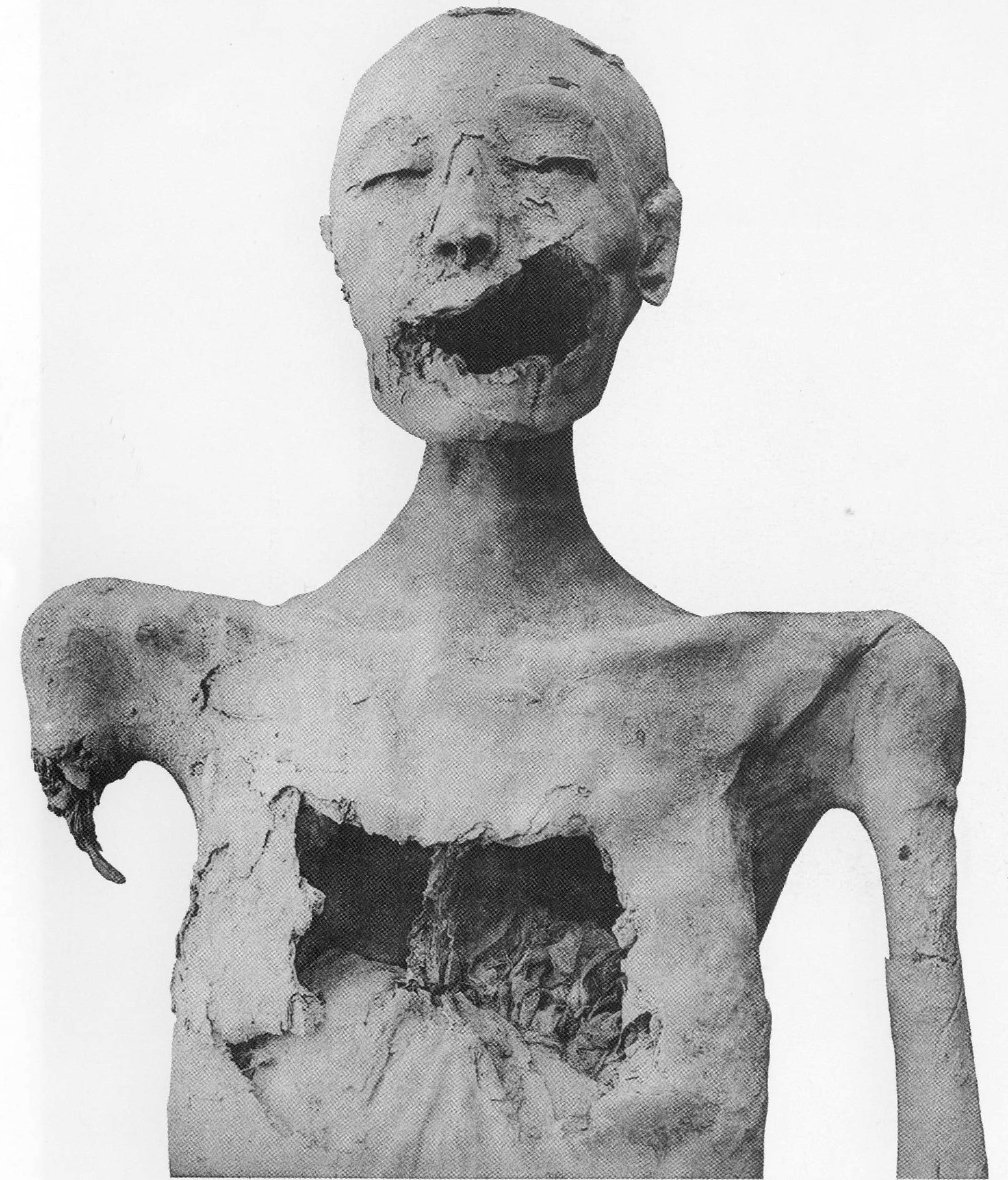
La momia denominada La Dama joven ha sido atribuida a Kiya, su huella genética indica que es la madre de Tutankamón

El lugar donde se pensaba enterrar a Kiya cuando ésta muriese sigue siendo un misterio. Kiya desapareció de la historia tan repentinamente como apareció. Si murió antes que Akenatón, quizá su cuerpo reposó durante un tiempo en la tumba real de Akenatón, junto a los cuerpos de Meketatón y de la reina madre Tiy, para ser más tarde trasladado a Tebas. Tal vez fueran puestos a salvo de saqueadores y de los enemigos de Akenatón por su presunto hijo, el faraón Tutankamón, en una tumba en el Valle de los Reyes.
Aun cuando no se está seguro completamente, una serie de investigaciones reciente realizadas por un grupo de científicos y egipótlogos egipcios han dado nueva luz sobre la misteriosa reina Kiya. En 2009, un examen mediante diagnóstico por imágenes reveló que una momia encontrada en la tumba KV35 y conocida como la Dama Joven compartía un sorprendente parecido físico con la momia de Tutankamón. Esa evidencia llevó a la comunidad científica a suponer que se encontraban delante de la madre del Rey Niño. En septiembre de 2010, National Geographic dio a conocer los resultados de una investigación llevada a cabo por un equipo interdisciplinario dirigido por Zahi Hawass, el mayor egiptólogo conocido de la actualidad. En estas investigaciones, se comprobó mediante exámenes de ADN que las momias de la KV35 son en realidad la abuela y madre de Tutankamón. La Dama joven al parecer sufrió una agresión súbita y repentina desde su izquierda, evidencia científica comprobó la herida en la cavidad bucal era equivalente a un hacha y una profunda en su costado izquierdo como hecha por arma blanca fueron hechas en sus últimos momentos en vida.
Se han hecho diversas especulaciones acerca de que la momia de KV35 pudiera ser Kiya, por ejemplo, Joann Fletcher, que identificó una peluca encontrada cerca de la momia, como de estilo nubio, asociado con Kiya. Sin embargo, los resultados del análisis de ADN, publicados en febrero de 2010 han demostrado que la Joven Dama fue la madre de Tutankamón, y esposa de Akenatón., así como que fue hermana de su marido, ambos hijos de Amenofis III y la reina Tiye. Esta relación familiar elimina la posibilidad de que la momia mencionada pertenezca a Kiya, porque no se conoce ningún artefacto donde figure el título de hija del dios a Kiya. Por la misma razón tampoco puede pertenecer a Nefertiti. El informe concluye que las candidatas más indicadas serían Nebetah o Beketatón, hijas menores de Amenofis III, de las que se desconoce que se hubieran casado con su padre.